# تورون أرينا كراكوف
تورون أرينا كراكوف (بالبولندية: Tauron Arena Kraków) هي ساحة داخلية تقع في كراكوف، بولندا. تتسع ل15،030 للفعاليات الرياضية.